# Thursania renilinealis
Thursania renilinealis är en fjärilsart som beskrevs av William Schaus 1916. Thursania renilinealis ingår i släktet Thursania och familjen nattflyn. Inga underarter finns listade i Catalogue of Life.